# 托雷·斯文松
托雷·斯文松（瑞典語：Tore Svensson，1927年12月6日—2002年4月26日），瑞典男子足球运动员，司职守门员。他曾代表瑞典国家队参加1952年夏季奥林匹克运动会足球比赛，获得一枚铜牌。